# H·R·吉格尔
汉斯·鲁道夫·吉格尔（德語：Hans Rudolf Giger、，1940年2月5日—2014年5月12日），是瑞士知名的超现实主义畫家、雕塑家和設計師。他曾設計電影《異形》中的外星生物，因而贏得奥斯卡金像奖的最佳視覺效果獎。2014年因在樓梯跌倒，生命垂危，5月12日在一間醫院與世長辭，終年74歲。

## 早期生活
吉格尔生於瑞士格勞賓登州庫爾，是一名藥師的兒子。1962年，他搬到蘇黎世。直至1970年為止，一直在那裡的應用藝術學校攻讀建築學和工业设计。後來吉格尔遇見了瑞士女演員莉·托布勒（Li Tobler），兩人的關係直到她於1975年自殺而中止。1979年，他與米娅·邦扎尼戈（Mia Bonzanigo）結婚，但這段婚姻僅維持一年半。

## 職業
吉格尔的風格與主題製作一直具有影響力。例如異形的設計，就是他的一幅畫作《死靈IV》（Necronom IV）所啟發的，並為他贏得1980年的奥斯卡金像奖。他有許多畫作多收錄於畫冊中，包括《死靈之書》（Necronomicon）、《死靈之書2》（Necronomicon II）等，以及他成為國際知名的藝術家前，頻繁刊登在《选萃》（Omni）雜誌的畫作。
1998年，吉格尔收購位於瑞士格吕耶尔的「聖日耳曼城堡」（Château St. Germain）。他的作品永久收藏於此處，並作為「H·R·吉格尔美術館」對外開放。

## 風格

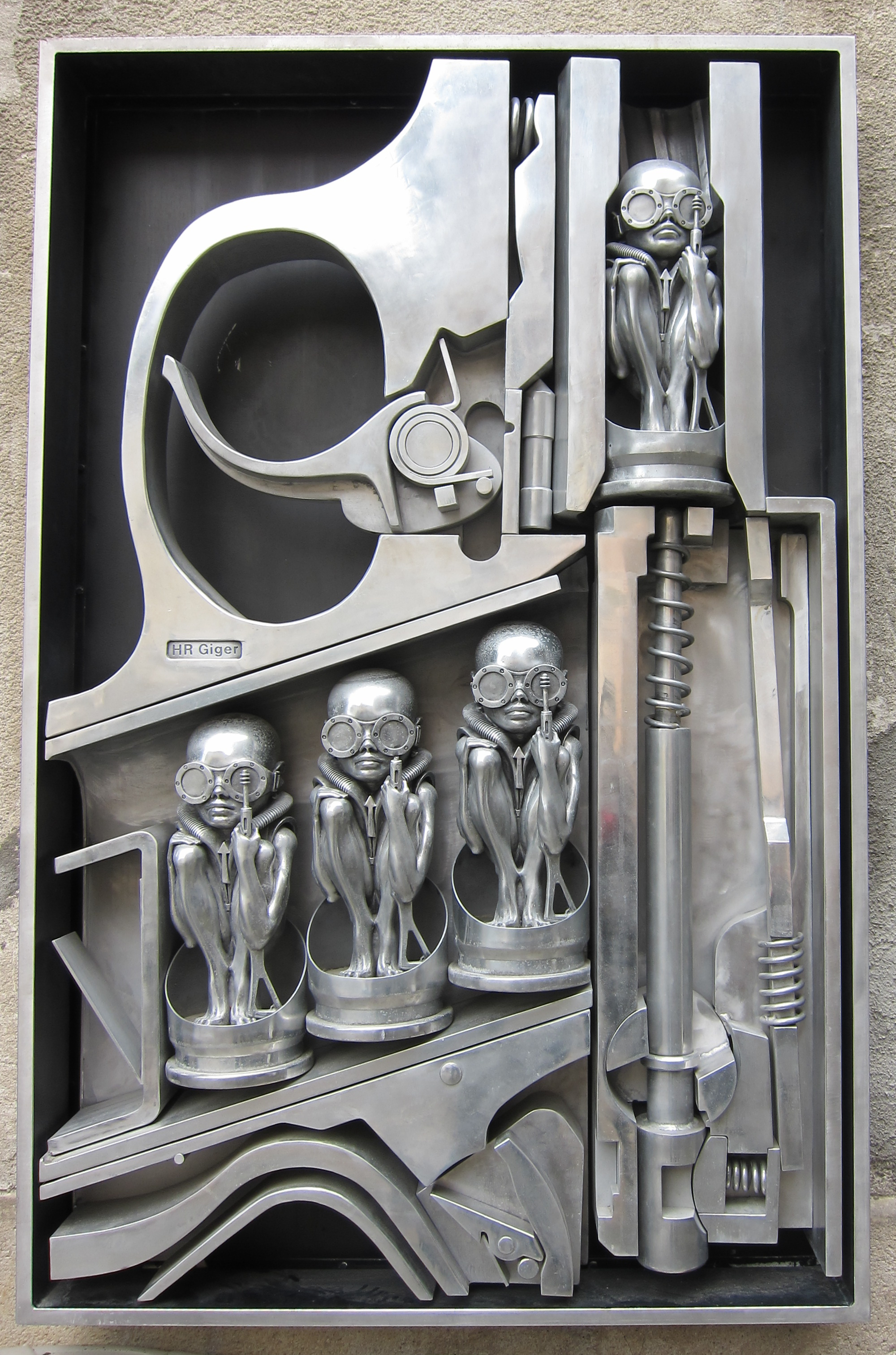
收藏於格吕耶尔的雕像《生產機器》

吉格尔在進行油畫的創作前，最早是從事小幅墨水畫的創作。他大部分的職業生涯，是以噴槍工具進行創作，因為這樣能以單色系畫布描繪出超现实、夢魘般的夢幻景象。然而，現在的他基本上已放棄用大型噴槍進行創作，轉而以粉蠟筆、奇異筆或墨水取代。

## 紀錄片
2007年，曾拍攝了一部以吉格爾以及他的作品為專題，約19分鐘的紀錄片《H·R·吉格尔的聖域（页面存档备份，存于）》。該紀錄片曾在國際巡迴放映，並於2008年5月發行DVD。

## 其他作品

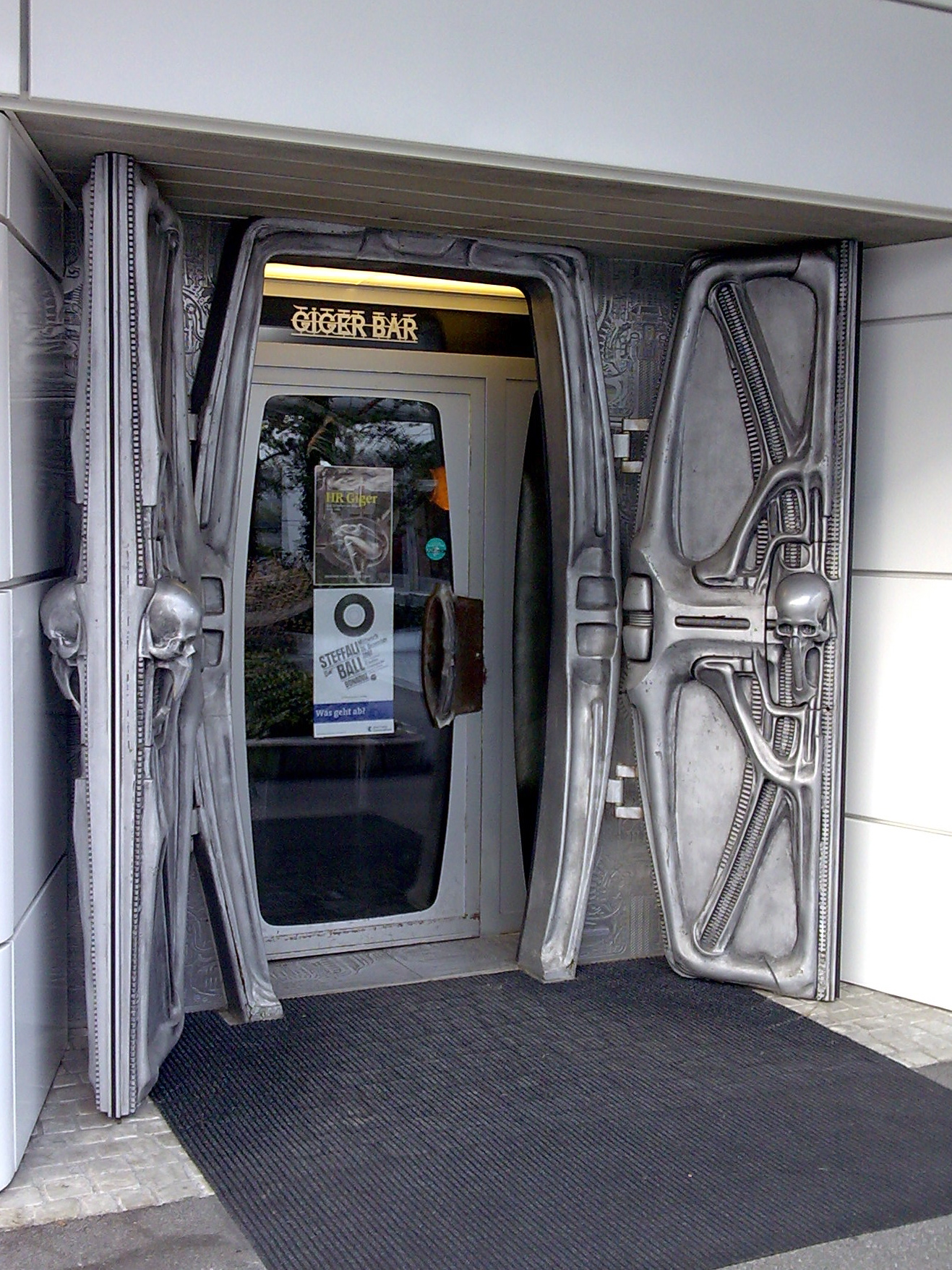
位於庫爾的吉格尔酒吧入口

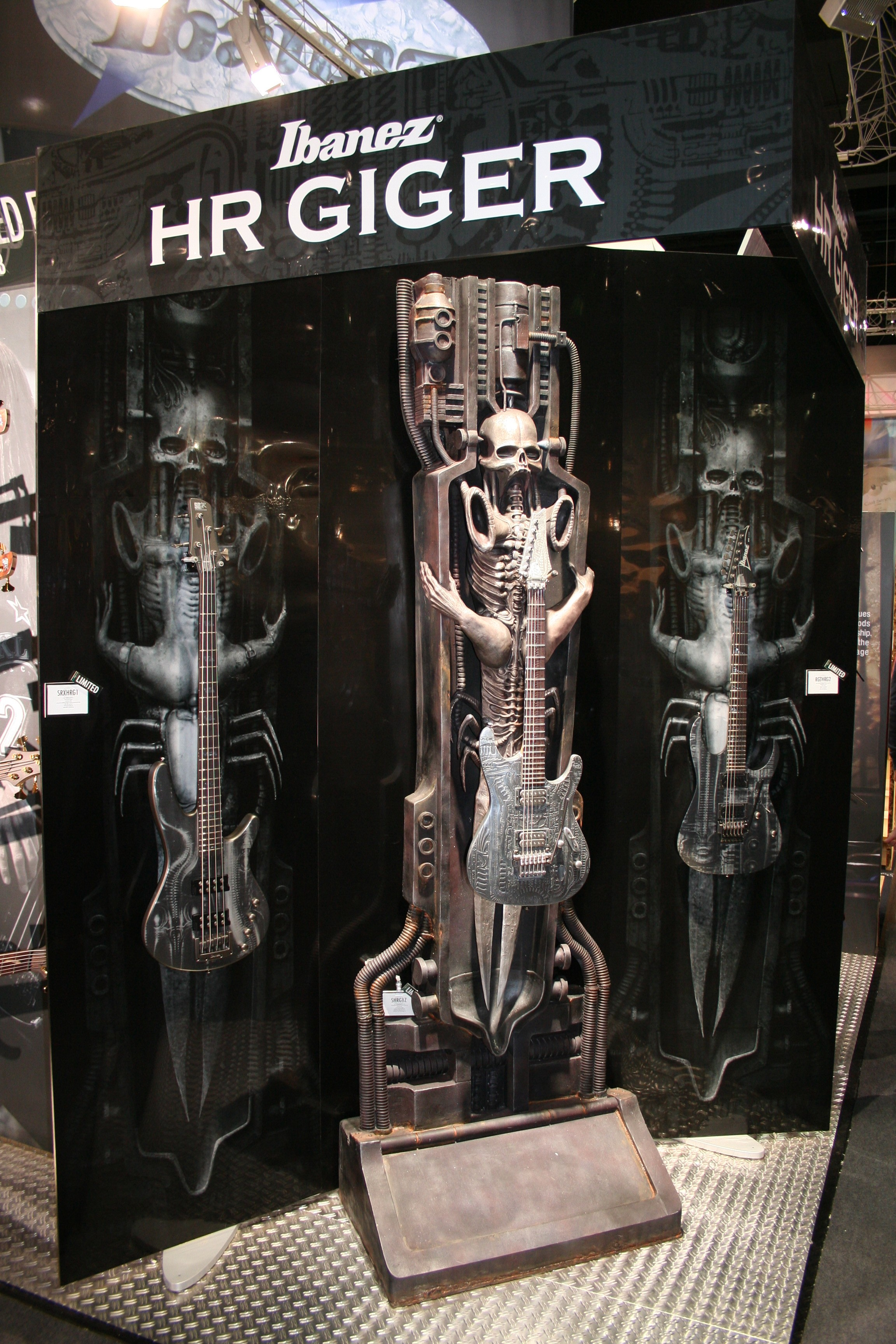
吉格尔署名的Ibanez吉他

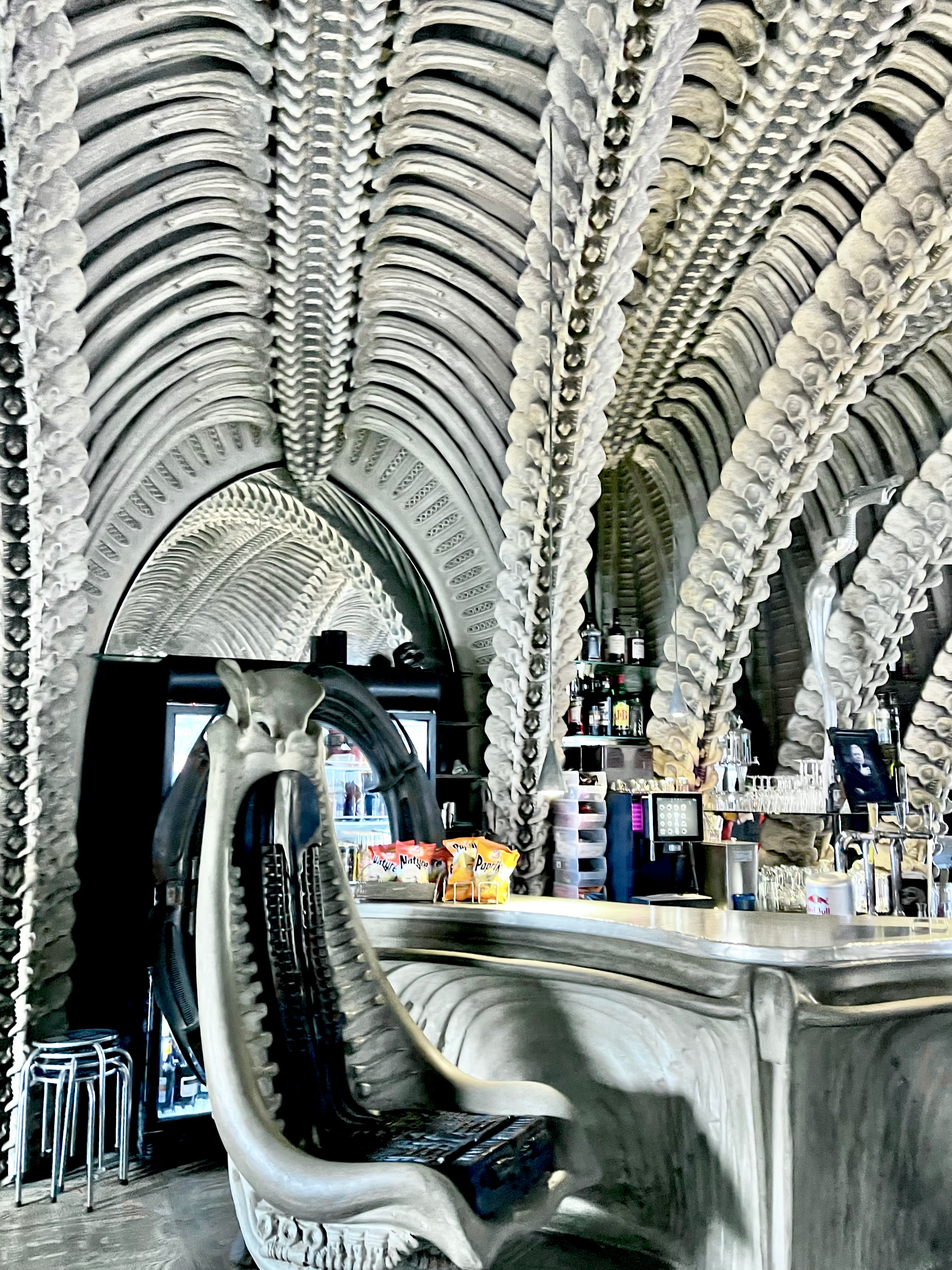
Giger Bar

1960到70年代之間，吉格尔曾執導過幾部電影，其中包括《瑞士製》（Swiss Made，1968年）、《白日夢》（Tagtraum，1973年）、《吉格尔的死靈之書》（Giger's Necronomicon，1975年）及《吉格尔的異形》（Giger's Alien，1979年）。
吉格尔也曾創作過家具設計，例如哈肯尼首領椅（Harkonnen Capo Chair）就是源自一部小說《沙丘》（Dune），小說最初由亚历杭德罗·霍多罗斯基（Alejandro Jodorowsky）負責電影版本的執導。多年後，改由大卫·林奇（David Lynch）執導這部電影，但這對當時的吉格尔來說還只是個粗略的構想。吉格尔原本希望跟大卫·林奇共事，但未能如願。他在自己的一本書中提到，大卫·林奇的電影《橡皮頭》（Eraserhead）已十分接近他想要傳達的影像，甚至於超越了他自己的電影作品。

## 流行文化
吉格尔經常被歸類為流行文化的藝術領域，尤其是科幻與赛博朋克。

### 電影
- 《沙丘》
- 《異形》
- 《异形3》
- 《鬼驅人2：陰風怒吼》
- 《殺手保險套》
- 《异种》
- 《蝙蝠俠3》
- 《帝都物語》
- 《未來殺戮》

### 內部裝潢
- 格吕耶尔與庫爾的吉格爾酒吧
- 格吕耶尔的H·R·吉格爾美術館

### 電腦遊戲
- 《黑暗之蠱》與它的續作《黑暗之蠱2》這兩款都是冒险游戏。其平台有Amiga、Amiga CD32、 Macintosh以及電腦等版本，由Cyberdreams公司授權發行。在日本，還發行過PlayStation和Saturn的版本。

## 外部連結
- 官方网站
- H·R·吉格尔在互联网电影资料库（IMDb）上的資料（英文）
- Innamoramento.net : H.R. Giger Interview (French)
- Issue of Cinefantastique devoted to Giger（页面存档备份，存于） (PDF)
- 英國BBC新聞發表的吉格爾死訊（页面存档备份，存于）